# Glenn Diesen
Glenn Eric Andre Diesen (* 1979) ist ein norwegischer Politologe. Er tritt regelmäßig bei dem russischen Propagandasender RT auf. Akademiker und skandinavische Medien haben ihn für das Verbreiten von russischer Propaganda kritisiert.

## Leben und Tätigkeit
Diesen studierte nach dem Schulbesuch an der Universität von Wollongong, wo er 2001 den Abschluss eines Bachelor of Commerce erwarb, und an der Universität Sydney, wo er 2004 einen Masterabschluss (Master of Business) erwarb. Anschließend studierte er russische Sprache und Literatur an der Universität von Sankt Petersburg. 2009 erlangte er einen Master-Abschluss im Fach internationale Beziehungen der Macquarie University. 2014 folgte der PhD-Abschluss im Bereich Politik und Internationale Beziehungen, den ihm die Vrije Universität in Amsterdam und die Macquarie University gemeinsam für eine von Wolfgang Wagner und Steve Wood betreute Dissertation verliehen. Seine Arbeit befasste sich mit zwischenstaatlichen Institutionen, die der Gewährleistung kollektiver Sicherheit dienen, und sicherheitspolitischen Problemen, speziell mit den Beziehungen der EU und der NATO zu Russland seit dem Zusammenbruch der Sowjetunion Anfang der 1990er Jahre. Die Arbeit ist der politologischen Denkschule des Realismus verpflichtet und fokussiert sich besonders auf institutionelle Einflüsse auf die außenpolitische Haltung von Entscheidungsträgern in der EU und der NATO.
In den Jahren 2011 bis 2017 war Diesen als Dozent (lecturer) und Fellow am Department of Security Studies and Criminology der Macquarie University und von 2016 bis 2019 als Forscher (adjunct research fellow) an der School of Social Sciences and Psychology der Western Sydney University tätig. Als Gastforscher lehrte er von 2018 bis 2020 an der Fakultät für Weltwirtschaft und Internationale Beziehungen der Höheren Schule für Wirtschaft in Moskau. 2020 erhielt er eine beigeordnete Professorenstelle an der Universität von Südost-Norwegen, die 2021 zu einer ordentlichen Professur aufgewertet wurde.
Diesens Forschungsschwerpunkte umfassen die russische Außenpolitik, den Konservatismus als Denkrichtung sowie die geopolitischen und geoökonomischen Entwicklungen in Eurasien.
Diesen ist Mitglied des Beirats ("Board of Advisors") der russischen Zeitschrift Russia in Global Affairs.
2024 veröffentlichte Diesen die Studie The Ukraine War and the Eurasian World Order (deutsch: Der Ukraine-Krieg und die eurasische Weltordnung). In dieser deutet er den Russisch-Ukrainischen Krieg als einen Stellvertreterkrieg zwischen Russland und der NATO sowie als das Ende der 1990 angebrochenen – von den Vereinigten Staaten als der einzigen verbliebenen Weltmacht dominierten – „unipolaren Weltordnung“. Die Gegenwart der 2020er Jahre sieht Diesen dabei als einen Übergangszustand, auf den entweder eine Wiederherstellung der unipolaren Weltordnung oder das Aufkommen einer neuen multipolaren Weltordnung folgen werde.
Das Echo auf das Werk fiel zwiespältig aus: Während einige Stimmen, wie zum Beispiel der Politikwissenschaftler John Mearsheimer von der University of Chicago und der ehemalige amerikanische Botschafter in Moskau, John Matlock, es als eine erhellende Arbeit und als „hervorragendes Buch“ (terrific book) lobten, kritisierte Pavel K. Baev vom Oslo Peace Forum Diesen Studie in einer kurzen Buchnotiz ablehnend als ein "Gemisch aus seichter Historie, vulgären geopolitischen Betrachtungen und unverdünnter Propaganda" ("[a] blend of shallow history, vulgar geopolitics and undiluted propaganda").
Seit dem russischen Überfall auf die Ukraine wird Diesen für seine wiederholten Auftritte in Sendungen des russischen Propagandasenders RT und für seine Übernahme von russischen Narrativen in Medien seines Heimatlandes und von anderen Forschern kritisiert.
Bei der Stortingswahl 2025 tritt Diesen als Spitzenkandidat der Partei Fred og Rettferdighet im Wahlkreis Akershus an. Nachdem die Partei unter anderem aufgrund einer großflächigen Reklamekampagne gegen die finanzielle Unterstützung der Ukraine in den Medienfokus und die Kritik geraten war, kündigte er im Juni 2025 seinen Rückzug von der Liste an. Er begründete seine Entscheidung damit, dass er aufgrund der Medienaufmerksamkeit Personenangriffen und Hetze ausgesetzt sei. Da die Frist für eine Änderung der Wahlliste jedoch bereits abgelaufen war, konnte er sich nicht mehr zurückziehen.

## Schriften

### Monographien
- Inter-democratic Security Institutions and the Security Dilemma: EU and NATO Relations with Russia after the Collapse of the Soviet, 2014.
- Russia's Geoeconomic Strategy for a Greater Eurasia, Routledge, 2017.
- EU and NATO Relations with Russia, Routledge, 2017.
- The Decay of Western Civilisation and Resurgence of Russia, Routledge, 2017.
- Russia in a Changing World, Springer Verlag, 2020.
- Europe As the Western Peninsula of Greater Eurasia, Rowman Littlefield, 2020.
- Russian Conservatism, Rowman Littlefiel, 2021.
- Great Power Politics in the Fourth Industrial Revolution, I.B. Tauris, 2021.
- The Return of Eurasia, Palgrave Macmillan, 2021.
- Russophobia. Propaganda in International Politics, Springer, Singapur 2022.
- The Think Tank Racket. Managing the Information War with Russia, Clarity Press, 2023.
- The Ukraine War & the Eurasian World Order, Clarity Press 2024.
  - deutsche Ausgabe: Der Ukrainekrieg und die eurasische Weltordnung, Mangroven Verlag, 2025.

### Aufsätze
- Mit  Steve Wood: Russia's Proposal for a New Security System. Confirming Diverse Perspectives. In: Australian Journal of International Affairs. Band 66, Nr. 4, 2012, S. 450–467, doi:10.1080/10357718.2012.692530 (academia.edu).
- Understanding NATO in the 21st century: alliance strategies, security and global governance. In: Journal of policing, intelligence and counter terrorism. Band 11, Nr. 1, 2016, S. 113–114, doi:10.1080/18335330.2016.1164428 (academia.edu).
- „Eurasian Encounters. The Eurasian Economic Union and the Shanghai Cooperation Organisation“, in: European Politics and Society 17. Jg. (2016) Heft 1/Supplement, S. 133–150. (zusammen mit Ivaylo Gatev)
- Mit Conor Keane: Glenn Diesen und Conor Keane: The Two-Tiered Division of Ukraine: Historical Narratives in Nation-Building and Region-Building. In: Journal of Balkan and Near Eastern Studies. Band 19, Nr. 3, 2017, S. 313–329, doi:10.1080/19448953.2017.1277087.
- Russia, China and 'Balance of Dependence' in Greater Eurasia. In: Valdai Papers. 11. April 2017 (researchgate.net).
- „The Offensive Posture of NATO's Missile Defence System“, in: Communist and Post-Communist Studies, Jg. 51 (2018) Heft 2, S. 91–100. (zusammen mit Conor Keane)
- „Neural Power Russia“, in: Herbert R. Reginbogin/Pascal Lottaz (Hrsg.): Permanent Neutrality. A Model for Peace, Security, and Justice, Lexington Books, Lanham/Boulder/New York/London 2020, S. 129–144.
- The Foundational Stereotypes of Anti-Russian Propaganda. In: Russophobia. Palgrave Macmillan, Singapur 2022, ISBN 978-981-19-1467-6, S. 45–82, doi:10.1007/978-981-19-1468-3_3.
- Russiagate: Russophobia Against the Political Opposition. In: Russophobia. Palgrave Macmillan, Singapur 2022, ISBN 978-981-19-1467-6, S. 175–200, doi:10.1007/978-981-19-1468-3_7.
- Ukraine and the Civilizational Choice of the Shared Neighbourhood. In: Russophobia. Palgrave Macmillan, Singapur 2022, ISBN 978-981-19-1467-6, S. 201–228, doi:10.1007/978-981-19-1468-3_8.